# Lancia Theta
El Lancia Theta (tipus 61, Theta) és un automòbil de turisme fabricat per la marca italiana Lancia entre 1913 i 1918. La seva presentació es va fer a la sala d'automòbil de Londres el 1913. El Theta va comptar amb una versió de xassís allargat, que augmentava l'habitabilitat posterior. El cotxe incorporava de sèrie llums elèctrics i encesa interior del motor.
El Theta incorporava un motor de gairebé 5 litres de cilindrada i una transmissió manual de 4 velocitats, aconseguint una velocitat màxima de 120 km/h.